# Der Donauschiffer
Der Donauschiffer ist ein ungarischer Abenteuerfilm in der Regie von Miklós Markosaus dem Jahr 1975. Der Originaltitel lautet: A dunai hajós. Es handelt sich dabei um eine Verfilmung des Jules-Verne Romans Der Pilot von der Donau.

## Handlung
Der Ungar Demeter Borus fährt mit seinem kleinen Boot die Donau hinab. Währenddessen geschehen entlang der Donau zahlreiche Überfälle, bei denen auch Menschen ermordet werden. Kaltman Dragos, Polizeikommissar der österreichisch-ungarischen Monarchie, ermittelt und kann Borus inhaftieren. Es stellt sich heraus, dass Borus unschuldig ist. Gemeinsam können sie die Raubmörder festsetzen. Borus ist in Wahrheit der bulgarischen Freiheitskämpfer  Sergej Ladko. Er hat sich auf den Weg gemacht, um seine Landsleute mit Geld in ihrem Kampf gegen die Türken unterstützen.

## Rezeption
"Durchschnittliche Verfilmung einer durchschnittlichen Story. Die Geschichte ist von Jules Verne, aber keine Science-Fiction, sondern eher wie in 80 Tagen um die Welt. Es gibt wie bei einer Reisedoku hübsche Aufnahmen von der Donau, da würde man selber gerne mal in bester Huckleberry-Finn-Manier runterschippern."

## Auszeichnungen
Der Film wurde von der Kinderjury des Salzburger Kinderfilmfestivals 1978 mit dem Ersten Preis ausgezeichnet.